# Apprentice (film)
Pour les articles homonymes, voir Apprentice.
Pour plus de détails, voir Fiche technique et Distribution.
Apprentice est un film dramatique singapourien écrit et réalisé par Junfeng Boo et sorti en 2016,.
Le film est sélectionné pour être montré dans la section Un certain regard au Festival de Cannes 2016.

## Synopsis
À Singapour, le film narre l’histoire d’Aiman, jeune homme honteux d’un père jadis condamné à mort trente ans plus tôt et cherchant depuis lors à s’en distinguer autant que possible.
Aiman choisit de devenir gardien de prison et de se rapprocher de Rahim, le bourreau qui pendit autrefois son père et qui ignore tout de sa véritable identité. Il devient son assistant.
En parallèle, il a une relation complexe avec sa sœur Suhaïlia, à qui il reproche d'avoir comme petit-ami un expatrié australien; en retour, elle lui reproche son métier de gardien de prison.

## Distribution
- Firdaus Rahman : Aiman
- Wan Hanafi Su : Rahim, le bourreau
- Mastura Ahmad : Suhaila, la sœur d'Aiman
- Crispian Chan : Randy Tan, le condamné à mort
- Nickson Cheng : Joseph
- Gerald Chew : Hock
- Ong Chao Hong : Death Row Officer
- Boon Pin Koh : James
- Sean Tobin : John